# Théophile Alajouanine
Pour les articles homonymes, voir Alajouanine.
Théophile Antonin Joseph Alajouanine, né le 12 juin 1890 à Verneix dans l'Allier et mort le 2 mai 1980 à Paris, est un neurologue et écrivain français.

## Biographie
Théophile Alajouanine est le fils d'Antoine Alajouanine, maréchal-ferrant à Verneix (Allier), et de Marie Duprat.
Il fait ses études secondaires au collège des Maristes de Moulins et ses études médicales à Paris. Il est Interne des hôpitaux en 1913 et son internat, interrompu par la Première Guerre mondiale, durera six ans. C'est sous l'influence de maîtres comme Achille Souques et surtout Charles Foix qu'il s'oriente vers la neurologie. Il reçoit aussi une solide formation en psychiatrie, notamment avec Philippe Chaslin. Il sera ensuite successivement chef de clinique des maladies nerveuses (en 1923), médecin des hôpitaux (en 1926) et professeur agrégé de neurologie dans le service du professeur Georges Guillain, poste qu'il conserve jusqu'en 1936. En 1947, il succède à Georges Guillain à la chaire de clinique des maladies du système nerveux de la Salpêtrière (dont le premier titulaire avait été Charcot). Il conservera ce poste jusqu'en 1960. Élu membre de l'Académie de médecine en 1951, il était également grand officier de la Légion d'honneur et Docteur Honoris causa de plusieurs universités. Il est membre du comité médical de la Résistance avec Gabriel Richet[réf. souhaitée].
Le professeur Alajouanine a consacré toute sa jeunesse à l'étude des problèmes de neuropathologie et individualisé des syndromes qui portent son nom. Il a publié plusieurs centaines d'articles dans la Revue neurologique. Il a contribué à l'essor de la neuropsychologie en s'intéressant à la sémiologie, aux mécanismes et à la rééducation des aphasies. Autour de lui se constitua dans les années 1950 un groupe de cliniciens dont les travaux se révélèrent particulièrement féconds et que l'on désigne sous le nom d'école sémiologique de la Salpêtrière.
Il a également été le directeur de la première présentation de malades par Jacques Lacan à la Société neurologique de Paris en 1926.
Théophile Alajouanine avait une double activité de neurologue et d'écrivain. Son livre sur Valery Larbaud, qu'il a soigné pendant vingt-deux ans, son amitié avec Paul Valéry et de nombreux poètes en témoignent. Il fit l'analyse sémiologique de la maladie neurologique dont souffrit Maurice Ravel à la fin de sa vie. Son ouvrage l'Aphasie et le langage pathologique a été couronné par l'Académie française en 1970.

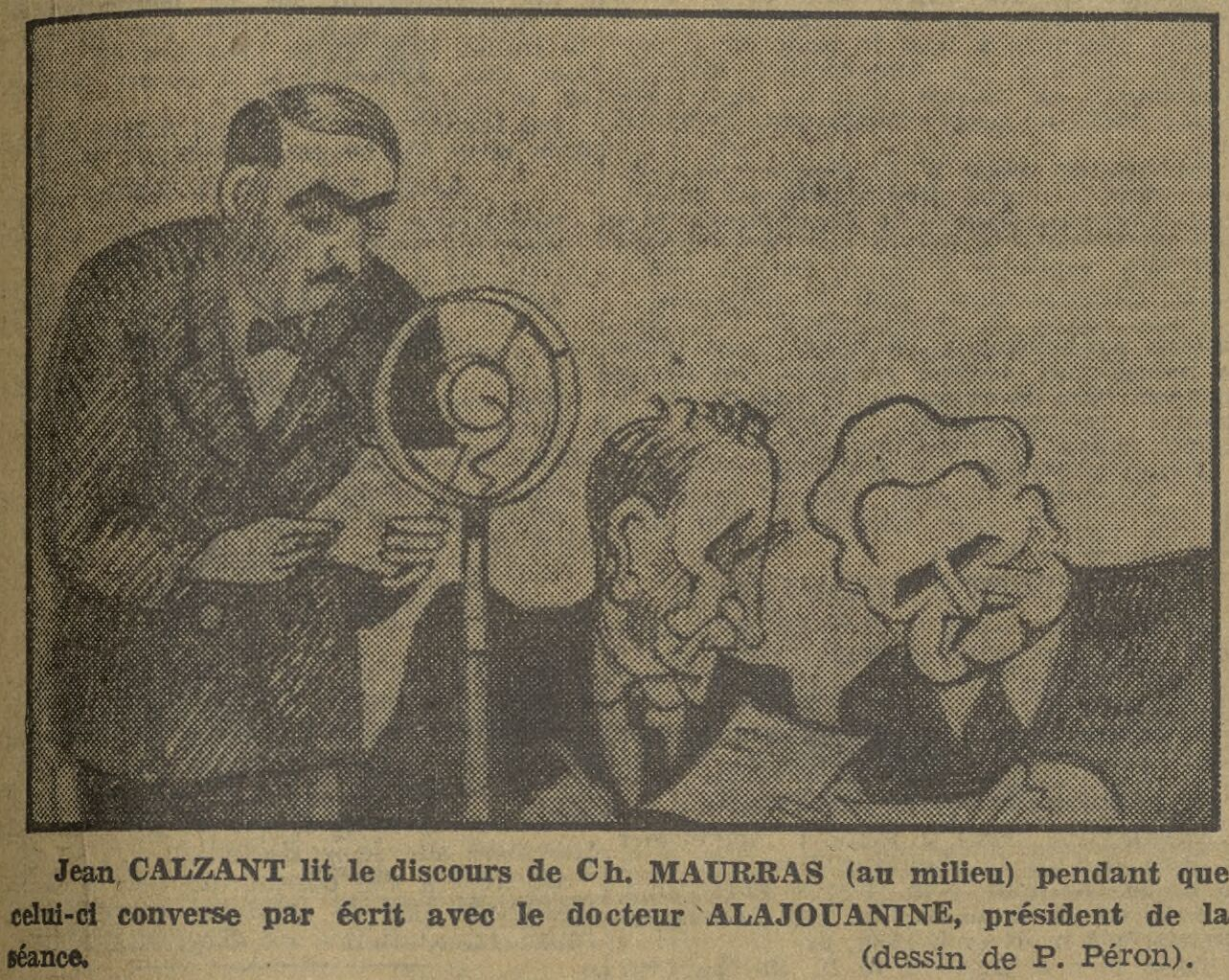
Caricature de Théophile Alajouanine en conversation avec Charles Maurras dans La Dépêche de Brest du 3 mars 1938.

Quant à ses opinions politiques, il était royaliste, membre de l'Action française. Il aurait dû être l'un des orateurs d'un meeting en mai 1936, interdit par les autorités. Il a loué publiquement Charles Maurras lors du meeting organisé en 1937 à l'occasion de la sortie de prison du maître du "nationalisme intégral" et encore à une réunion des étudiants d'Action française, qu'il préside, en 1938. Il a participé aux banquets médicaux annuels d'Action française et a présidé celui de 1933- et à ceux du Cercle Fustel de Coulanges. Dans son discours de 1933, il déclare : « Parvenu maintenant aux situations officielles de notre profession, je n'ai en rien modifié l'expression de mes convictions politiques, estimant au contraire qu'il fallait d'autant plus les affirmer que leur proclamation risquerait d'être plus surprenante pour les uns, choquante pour les autres (...): la fidélité à un idéal politique (...) ne (peut) étonner que les lâches et les indécis ». Ses convictions se caractérisent par son hostilité à l'égard de l'« étatisme républicain », du « fonctionnarisme outrancier et monstrueux » qui menacerait sa profession, de la crainte d'une « fonctionnarisation totale des médecins », par son admiration pour Maurras, pour sa méthode qu'il compare à celle des médecins, par sa haine « d'un mal terrible : le mal démocratique », du « principe funeste de l'égalité », du « lamentable et stupide suffrage universel » qui lui fait préférer la monarchie.
On le trouve encore au banquet médical d'Action française en 1963 qui renoue avec la tradition des banquets interrompue depuis 1939.
Attaché à sa région d'origine, il achète vers 1935 le château de Chalouze à Lalizolle (Allier).
Il épouse Maud Jennings le 15 juin 1920De cette union nait une fille unique Marie-Elisabeth 1921-2002 

## Distinctions
- Grand officier de la Légion d'honneur

## Éponymie
- Manœuvre d'Alajouanine : « méthode qui permet d’étudier la motilité automaticoréflexe des globes oculaires : quand on modifie la position de la tête, les yeux effectuent un mouvement compensateur »[11].
- Syndrome de Marie-Foix-Alajouanine[12] : atrophie cérébelleuse corticale tardive.
- Maladie de Foix-Alajouanine[13] : myélite nécrotique subaigüe.

## Œuvres et publications
- « De l’atrophie cérébelleuse tardive à prédominance corticale » Revue neurologique, Paris, 1922;38:849-885, 1082-1111.(en collaboration avec Pierre Marie et Charles Foix)
- « Le réflexe médiopubien » Comptes rendus des séances de la Société de biologie, Paris, 1923;89:874. (en collaboration avec Georges Guillain).
- « La myélite nécrotique subaiguë (Myélite centrale angiohypertrophique à évolution progressive) » Revue neurologique, Paris, 1926;2:1-42. (en collaboration avec Charles Foix).
- Titres et Travaux scientifiques du docteur Th. Alajouanine, Coulommiers, impr. Paul Brodard, Masson et Cie, éditeurs, 1927, Texte intégral.
- Le syndrome de désintégration phonétique dans l’aphasie, Paris,  éd. Masson, 1939, 138 p. (en collaboration avec André Ombredane et Marguerite Durand)
- L’aphasie et le langage pathologique. Paris, Ballière, 1968, prix Durchon-Louvet de l’Académie française en 1970.
- L'aphasie et la désintégration du langage (en collaboration avec Paul Mozziconacci), L'Expansion scientifique française Éditeur, Collection Symposiums et monographies de la semaine des hôpitaux, 1948, 156 p.
- Les grandes activités du lobe temporal, (sous la direction du Pr Th. Alajouanine), Paris, Masson, 1955.
- Les grandes activités du lobe occipital, (sous la direction du Pr Th. Alajouanine), Paris, Masson, 1960.
- La douleur et les douleurs, (sous la direction du Pr Th. Alajouanine), Paris, Masson, 1957.